# Youssef Mariana
Youssef Mariana (Marrakech, 13 maggio 1978) è un ex calciatore marocchino, di ruolo centrocampista.

## Carriera

### Club
Ha giocato nel campionato marocchino, saudita e olandese.

### Nazionale
Tra il 1999 e il 2000 è sceso in campo 10 volte con la maglia della Nazionale.